# Viridis Visconti
Viridis Visconti (ou Verde Visconti), née vers 1352 et morte le 1er mars 1414, est une princesse italienne de la famille Visconti, fille de Barnabé Visconti et de Béatrice della Scala. Elle fut co-duchesse d'Autriche de 1365 à 1379 puis duchesse d'Autriche intérieure (Styrie, Carinthie et Carniole) jusqu'en 1386 par son mariage avec le duc Léopold III de Habsbourg.

## Biographie
Née à Milan, Viridis est le deuxième enfant de Barnabé Visconti (mort en 1385), seigneur de Milan à partir de 1354, et de son épouse Béatrice (morte en 1384), elle-même fille de Mastino II della Scala, seigneur de Vérone. La famille Visconti, d'origine lombarde, l'une des dynasties gibelines, dominait Milan depuis 1277. En 1395, le seigneur Jean Galéas Visconti, neveu de Barnabé et cousin de Viridis, obtient du roi Venceslas Ier l'élévation au titre de duc.
Toujours impliqué dans des guerres, notamment contre le pape innocent VI et son successeur Urbain V, mais également contre l'empereur Charles IV, Barnabé Visconti négocie pour ses enfants des mariages destinés à tisser des alliances avec des souverains germaniques. Quatre d'entre eux (dont la sœur ainée de Viridis, Taddea, mère de la reine de France Isabeau de Bavière) sont unis à des membres de la maison de Wittelsbach, en Bavière, tandis que Viridis est mariée à un Habsbourg. Les filles rapportèrent le renouveau culturel et artistique de la Renaissance au nord des Alpes.

## Mariage et descendance
Viridis épouse en 1365 Léopold III de Habsbourg (1351-1386), fils du duc Albert II d'Autriche et de Jeanne de Ferrette. Le couple a six enfants : 
- Guillaume (1370-1406)[1] ;
- Léopold IV (1371-1411)[1] ;
- Ernest (1377-1424)[1] ;
- Élisabeth (1378-1392) ;
- Frédéric IV (1382-1439)[1] ;
- Catherine (1385-?), abbesse à Vienne.

Léopold III, co-régent des territoires héréditaires des Habsbourg avec son frère aîné Albert III d'Autriche, fut duc d'Autriche intérieure (Styrie, Carinthie et Carniole) après la partition selon le traité de Neuberg conclu en 1379. En 1386, il est tué pendant la bataille de Sempach.
Après la mort de son mari, Viridis se retira dans un manoir près de l'abbaye de Stična en Carniole où elle est vénérée pour les donations qu'elle a faites au monastère. Elle meurt le 1er mars 1414, ayant survécu à au moins trois de ses enfants (la date de la mort de sa plus jeune fille, Catherine, est inconnue).